# Улмоаса
Улмоаса (рум. Ulmoasa) — село у повіті Марамуреш в Румунії. Адміністративно підпорядковане місту Теуцій-Мегереуш.
Село розташоване на відстані 416 км на північний захід від Бухареста, 8 км на північний захід від Бая-Маре, 106 км на північ від Клуж-Напоки.

## Населення
За даними перепису населення 2002 року у селі проживали 197 осіб, з них 196 осіб (99,5%) румунів. Рідною мовою 196 осіб (99,5%) назвали румунську.